# Acragas rosenbergi
Acragas rosenbergi är en spindelart som beskrevs av Eugène Simon 1901. 
Acragas rosenbergi ingår i släktet Acragas och familjen hoppspindlar. Inga underarter finns listade i Catalogue of Life.